# 陵齿蕨
陵齿蕨（学名：Lindsaea cultrata）为鳞始蕨科鳞始蕨属下的一个种。也称刀叶林蕨。